# توسنیمی
توسنیمی (به لاتین: Tuusniemi) یک شهرداری در فنلاند است که در ساوونیای شمالی واقع شده‌است.